# Aditya Chopra
 (décembre 2024).
Pour les articles homonymes, voir Chopra.
Aditya Chopra est un réalisateur, scénariste et producteur indien né le 21 mai 1971 à Bombay. Dilwale Dulhania Le Jayenge (1995) et Mohabbatein (2000), ainsi que Rab Ne Bana Di Jodi (2008), trois de ses réalisations, ont eu un immense succès. Il est le fils du réalisateur et producteur Yash Chopra et le frère de l'acteur Uday Chopra.
Il épouse Payal Khanna en 2001 dont il divorce en 2009. Puis il se marie à Rani Mukherjee le 21 avril 2014.

## Carrière
À 23 ans, Aditya Chopra réalise Dilwale Dulhania Le Jayenge qui rencontre un immense succès, restant plus de vingt ans à l'affiche. Dans cette comédie qui consacre le couple vedette Shahrukh Khan-Kajol, le jeune réalisateur innove sur la forme -scènes et chorégraphies tournées en Suisse, ce qui deviendra un exercice obligé de nombreux films- et également sur le fond -les protagonistes sont de jeunes NRI- tout en contestant respectueusement, mais fermement, les mariages arrangés.

En 2000, Mohabbatein réunit pour la première fois Amitabh Bachchan, qui fait son retour sur les écrans après une décennie de "traversée du désert", et Shahrukh Khan, nouveau roi de Bollywood. Cette comédie dramatique qui aborde de nouveau le thème de l'opposition entre l'ancienne génération, attachée aux traditions, et la nouvelle, aspirant à l'amour et au bonheur, offre son premier rôle à Uday Chopra, jeune frère du réalisateur.

Aditya Chopra réalise Rab Ne Bana Di Jodi en 2008 avec son acteur fétiche, Shahrukh Khan, et la nouvelle venue Anushka Sharma.
Outre ceux de ses propres réalisations, Aditya Chopra a écrit les scénarios et les dialogues de nombreux films à succès : Dhoom 2 (2006), Bunty Aur Babli (2005), Veer-Zaara (2004), Mujhse Dosti Karoge! (2002), Dil To Pagal Hai (1997).
Aditya Chopra travaille pour Yash Raj Films, la société de production créée par son père, où il s'est attaché la présence de jeunes réalisateurs talentueux tels Kunal Kohli (Fanaa), Shaad Ali (Bunty Aur Babli), Sanjay Gadhvi (Dhoom 1 et 2), Siddharth Anand (Salaam Namaste) qui ont assuré le succès de la société au cours des dix dernières années, même si 2007-2008 ont été plus ternes à l'exception de Chak De ! India de Shimit Amin.

Il s'est employé à agrandir et moderniser les studios qui sont les plus importants en Inde et sont loués à de nombreux réalisateurs. Il a diversifié les activités, créant des sociétés de distribution de films, de commercialisation de DVD et CD en Inde et à l'étranger. Il a également mis en place une société de production d'émissions musicales pour la télévision. En 2008, Yash Raj Film a coproduit un dessin animé avec Walt Disney Animation Studios, Roadside Romeo.

## Filmographie

### Réalisateur et scénariste
- 1995 : Dilwale Dulhania Le Jayenge avec Shahrukh Khan, Kajol, Amrish Puri et Anupam Kher - réalisateur et scénariste
- 2000 : Mohabbatein avec Amitabh Bachchan, Shahrukh Khan et Aishwarya Rai - réalisateur et scénariste
- 2008 : Rab Ne Bana Di Jodi avec Shahrukh Khan et Anushka Sharma - réalisateur, producteur et scénariste
- 2016 : Befikre

### Scénariste ou producteur
- 1989 : Chandni de Yash Chopra - assistant de Yash Chopra
- 1992 : Parampara de Yash Chopra - scénariste
- 1997 : Dil To Pagal Hai de Yash Chopra - scénariste et coproducteur
- 2002 : Mere Yaar Ki Shaadi Hai de Sanjay Gadhvi - coproducteur
- 2002 : Mujhse Dosti Karoge! de Kunal Kohli - scénariste et coproducteur
- 2004 : Hum Tum de Kunal Kohli - coproducteur
- 2004 : Dhoom de Sanjay Gadhvi - producteur
- 2004 : Veer-Zaara de Yash Chopra - scénariste et producteur
- 2005 : Bunty Aur Babli de Shaad Ali - scénariste et producteur
- 2005 : Salaam Namaste de Siddharth Anand - producteur
- 2005 : Neal'N'Nikki de Arjun Sablok - producteur
- 2006 : Fanaa de Kunal Kohli - producteur
- 2006 : Kabul Express de Kabir Khan - producteur
- 2006 : Dhoom 2 de Sanjay Gadhvi - scénariste et producteur
- 2007 : Ta Ra Rum Pum de Siddharth Anand - producteur
- 2007 : Jhoom Barabar Jhoom de Shaad Ali - producteur
- 2007 : Chak De ! India de Shimit Amin - producteur
- 2007 : Laaga Chunari Mein Daag de Pradeep Sarkar - scénariste et producteur
- 2007 : Aaja Nachle de Anil Mehta - producteur
- 2008 : Tashan de Vijay Krishna Acharya - producteur
- 2008 : Thoda Pyaar Thoda Magic de Kunal Kohli - producteur
- 2008 : Bachna Ae Haseeno de Siddharth Anand - producteur
- 2008 : Roadside Romeo de Jugal Hansraj - producteur
- 2009 : New York de Kabir Khan - producteur
- 2009 : Dil Bole Hadippa! de Anurag Singh - producteur
- 2009 : Rocket Singh: Salesman of the Year de Shimit Amin - producteur
- 2010 : Pyaar Impossible! de Jugal Hansraj - producteur
- 2010 : Badmaa$h Company de Parmeet Sethi - producteur
- 2010 : Lafangey Parindey de Pradeep Sarkar - producteur
- 2010 : Band Baaja Baaraat de Maneesh Sharma - producteur
- 2011 : Mere Brother Ki Dulhan de Ali Abbas Zafar - producteur
- 2011 : Ladies vs Ricky Bahl de Maneesh Sharma - producteur
- 2012 : Jab Tak Hai Jaan de Yash Chopra - scénariste et producteur
- 2014 : Mardaani de Pradeep Sarkar - producteur
- 2015 : Dum laga ke haisha de Sharat Katariya (en) - producteur
- 2024 : Maharaj de Siddharth P. Malhotra (producteur)

## Récompenses
- Filmfare Awards
  - 2008 : Prix des critiques du meilleur film : Aditya Chopra (Producteur) pour Chak De ! India
  - 2005 : Meilleure histoire originale et meilleurs dialogues pour Veer-Zaara
  - 1998 : Meilleurs dialogues pour Dil to Pagal Hai
  - 1996 : Meilleur réalisateur pour Dilwale Dulhania Le Jayenge
- IIFA Awards
  - 2008 : Prix des critiques du meilleur film : Aditya Chopra (Producteur) pour Chak De ! India
  - 2001 : Meilleure histoire originale pour Mohabbatein
- Screen Weekly Awards
  - 2005 Screen Weekly Awards : Meilleure histoire originale et meilleurs dialogues pour Veer-Zaara
  - 1996 Screen Weekly Awards : Meilleur réalisateur pour Dilwale Dulhania Le Jayenge[4]